# Jan Otakar Fischer
Jan Otakar Fischer (* 30. November 1923 in Budweis; † 4. Januar 1992)  war ein tschechischer Literaturwissenschaftler, Publizist und Übersetzer.
Jan Otakar Fischer war Sohn des Schriftstellers Otokar Fischer und der Malerin Vlasta Vostřebalová-Fischer (1898–1963). Er absolvierte 1941 das Gymnasium in Prag, studierte Wirtschaft und Sprachen und nach Mai 1945 an der Philosophischen Fakultät der Karls-Universität. Seit 1958 ist er Leiter der Abteilung für Romanistik, ab 1984 korrespondierendes Mitglied der Akademie der Wissenschaften.
In den Arbeiten über Stendhal (1951) sah er diesen als ersten literarischen Kritiker des Kapitalismus. Zu Pierre-Jean de Béranger hat Fischer eine monographische Studie, zunächst in deutscher Sprache in der DDR und später der Tschechoslowakei (1967), veröffentlicht. Er sieht Beranger als progressiven Dichter, der die Entwicklung des Arbeiterliedes entscheidend beeinflusste.
Er war Autor und Herausgeber zahlreicher Artikel, Monographien und Sammelwerken zu den romanischen Literaturen. Aus diesen Sprachen fertigte er Übersetzungen ins Tschechische an.

## Werke
- Pierre-Jean de Beranger. Werk und Wirkung (Neue Beiträge zur Literaturwissenschaft. Band 11) Berlin: Rütten & Loening 1960. 327 S.